# Гунчикова, Габриэла
Габриэла Гунчикова (чеш. Gabriela Gunčíková; род. 27 июля 1993, Кромержиж, Чехия) — чешская певица и автор песен. В 2016 году представила Чехию на «Евровидении 2016» с песней «I Stand».

## Биография

### Первые годы и начало карьеры
Габриэла Гунчикова родилась 27 июля 1993 года в чешском городе Кромержиж. Её детство прошло в маленьком селе Янковици неподалеку от Голешова.
Впервые певица появилась на телевидении в 2011 году, когда она участвовала во втором сезоне чешско-словацкого шоу «Česko Slovenská SuperStar», где заняла второе место. В этом же году Габриэла получила награду «Прорыв года» чешской премии «Český slavík».
28 ноября 2011 года певица выпустила свой дебютный альбом «Dvojí tvář» (рус. Двойное лицо), который почти сразу вошёл в топ-10 национального чарта Чехии. В начале 2012 года Габриэла играла в чешском мюзикле «Kleopatra». 30 мая 2013 года был презентован второй студийный альбом певицы «Celkem jiná» (рус. «Совершенно другая»), где она также выступила как автор нескольких песен.

### Сотрудничество с Кеном Тамплином и «Trans-Siberian Orchestra»
В 2013 году Габриэла связалась с одним из самых известных вокальных тренеров мира Кеном Тамплином, который, увидев видео с её выступлениями в YouTube, согласился с нею работать. Вскоре Гунчикова переехала в Калифорнию и через некоторое время стала лицом Вокальной Академии Кена Тамплина и одним из лучших её учеников на мировом уровне.
В 2014 году Пол О’Нил из металл-группы «Trans-Siberian Orchestra» связался с Габриэлой и предложил ей сотрудничество. В конце года вместе с этой группой певица дала около 60 концертов по всему западному побережью США.
В ноябре 2015 года Гунчикова снова путешествовала по Западной Америке вместе с «Trans-Siberian Orchestra».

### Евровидение 2016
17 февраля 2016 года Габриэла объявила, что работает в Швеции над специальным проектом совместно со шведскими композиторами Кристианом Шнайдером и Сарой Биглерт.
11 марта 2016 года чешское телевидение объявило, что Габриэла Гунчикова будет представлять Чехию на Евровидении 2016 в Стокгольме с песней «I Stand».
10 мая 2016 года Габриэла Гунчикова выступила в первом полуфинале и вышла в финал, впервые в истории добившись права представлять Чехию в финале «Евровидения», где заняла 25 место.

## Дискография

### «Dvojí tvář» (2011)
1. «Lala»
2. «Zůstanu napořád» («Died from a Broken Heart»)
3. «Volnej pád»
4. «Bud dál jen můj» («I Feel So Bad»)
5. «Kdybys na mě máv» («Slave to Your Love»)
6. «Dvojí tvář»
7. «Run to Hills»
8. «Zábrany» («Barricades»)
9. «Send Me an Angel»
10. «Proudu vstříc»
11. «Země vzdálená»

### «Celkem jiná» (2013)
1. «Celkem jiná»
2. «Provokatérka»
3. «Zrozena z moří»
4. «Černý Anděl»
5. «Měl by ses mě bát»
6. «Časy jsou zlé»
7. «Šílená»
8. «Nech si ránu poslední»
9. «Bezmoc»
10. «Se mnou leť»